# Liz Jensen
Liz Jensen (* 1959 in Oxfordshire) ist eine englische Schriftstellerin, die zurzeit auch bei der BBC im Bereich Radio und Fernsehen tätig ist.

## Leben
Liz Jensens Mutter war britisch-marokkanischer, ihr Vater dänischer Herkunft; die Mutter war Bibliothekarin, der Vater Geigenbauer. Liz Jensen studierte Englisch am Somerville College in Oxford. Anschließend arbeitete sie als Journalistin in Hongkong und Taiwan, danach in Großbritannien als Radio- und Fernsehproduzentin für die BBC. 1987 ging sie nach Frankreich, wo sie als Bildhauerin und freiberufliche Journalistin tätig war. Dort begann sie Bücher zu schreiben. Nach ihrer Rückkehr nach London wurde 1995 ihr erster Roman veröffentlicht. Ihre Bücher wurden seither in mehr als 20 Sprachen übersetzt. 
Sie hat zwei Söhne und lebt mit dem dänischen Bestsellerautor Carsten Jensen in London und Kopenhagen.

## Romane
- Egg Dancing, 1995
  - Eiertanz, dt. von Sabine Schwenk und Kristine Rohrbach, Droemer Knaur, München 1996. ISBN 978-3-426-65092-9
- Ark Baby, 1997
- Paper Eater, 2000
- War Crimes for the Home, 2002
- The Ninth Life of Louis Drax, 2005
  - Das neunte Leben des Louis Drax, dt. von Werner Löcher-Lawrence, Bloomsbury, Berlin 2004. ISBN 978-3-8333-0348-7
- My Dirty Little Book of Stolen Time, 2007
  - Mein kleines schmutziges Buch von der gestohlenen Zeit, dt. von Werner Löcher-Lawrence, Bloomsbury, Berlin 2006. ISBN 978-3-8333-0495-8
- The Rapture, 2010
  - Endzeit, dt. von Susanne Gloga-Klinkenberg, dtv, München 2011. ISBN 978-3-423-24844-0
- The Uninvited, 2012
  - Die da kommen, dt. von Susanne Goga-Klinkenberg, dtv, München 2013. ISBN 978-3-423-24960-7.

## Hörbücher
- 2011: Endzeit, Der Hörverlag (DHV) München, gekürzt, 6 CDs gelesen von Andrea Sawatzki, 447 Min. ISBN 978-3-86717-721-4